# Júlio César (Shakespeare)

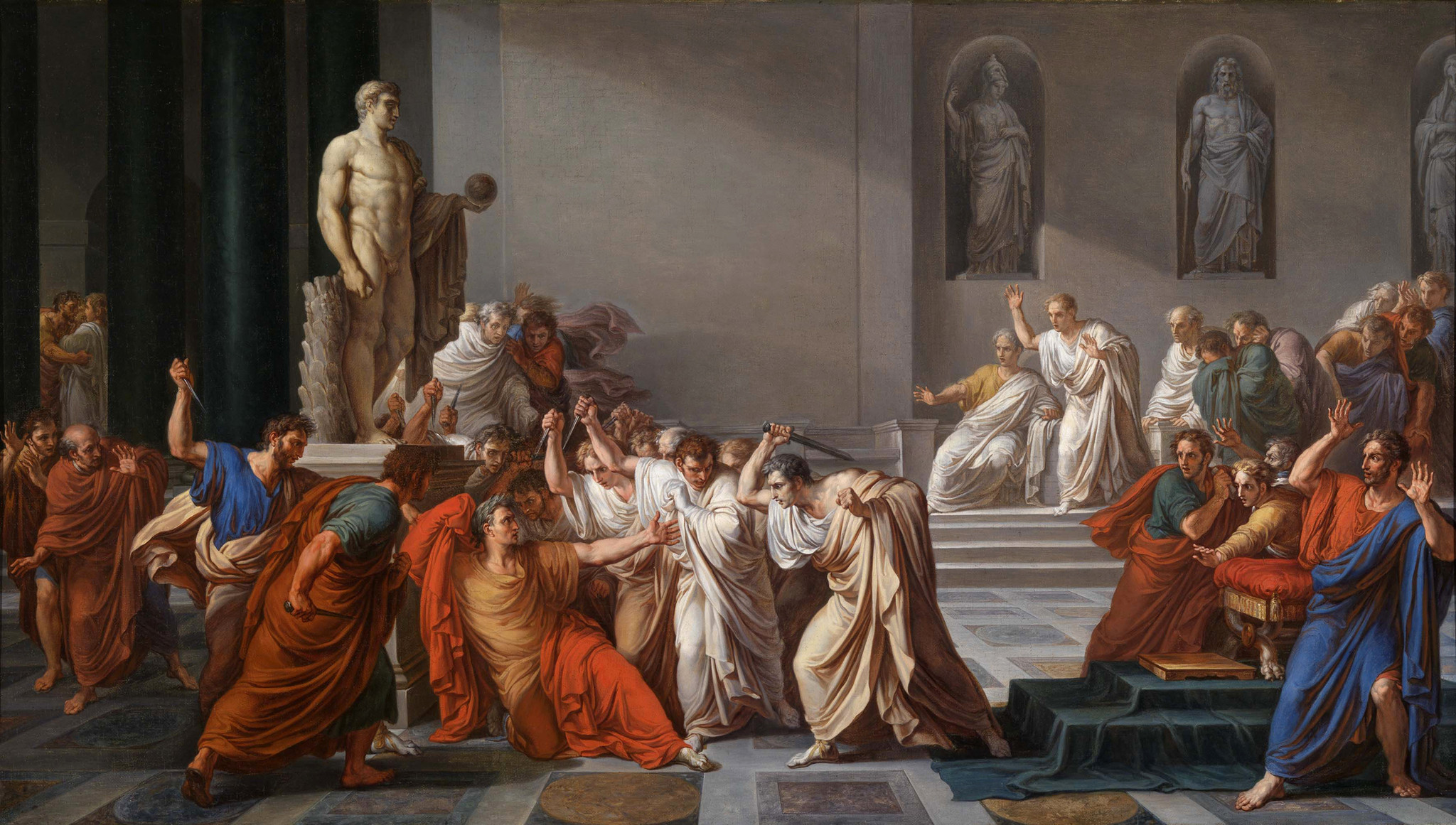
A morte de Júlio César, por V. Camuccini (1804-1805)

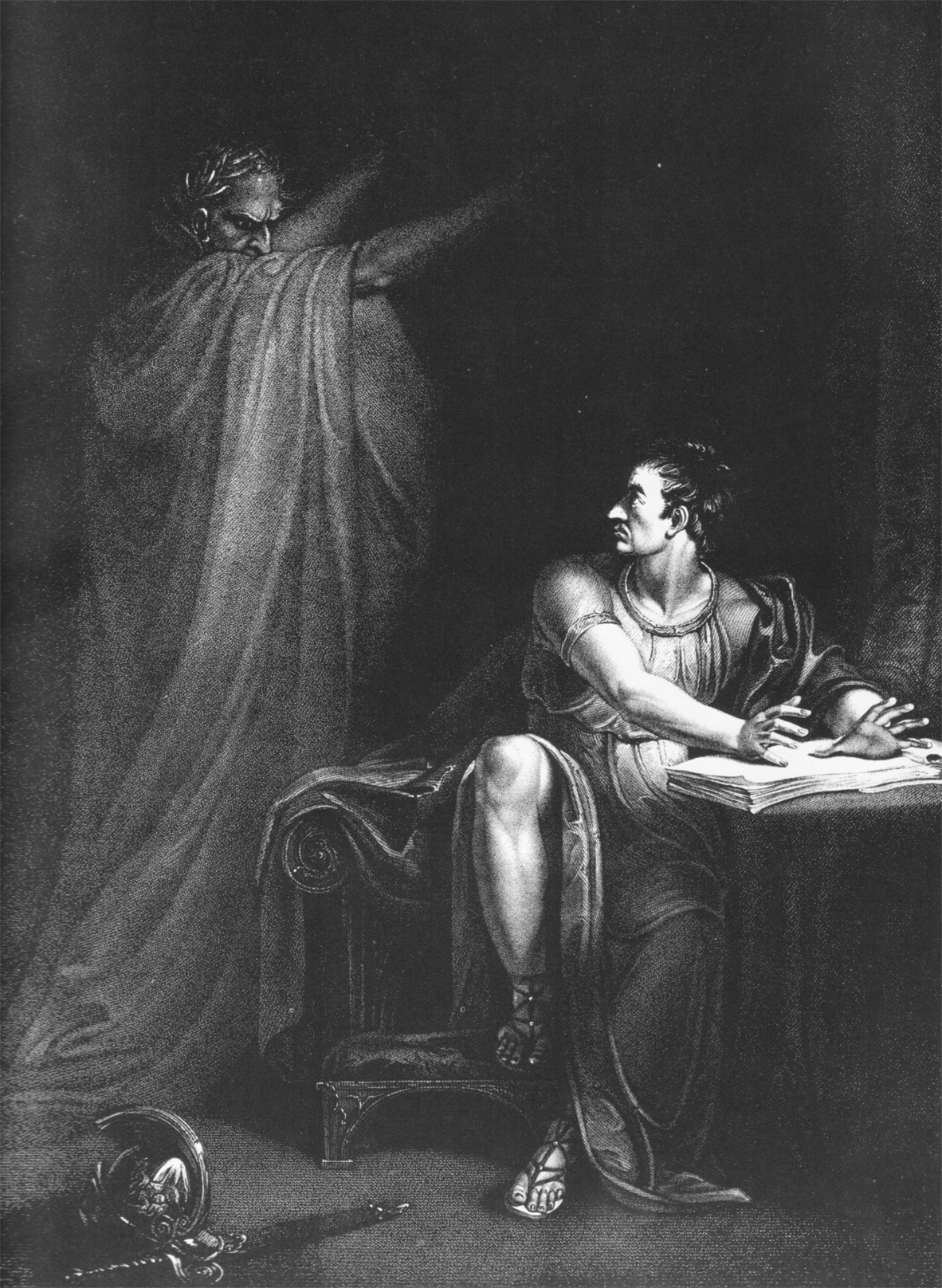
Bruto enfrenta o fantasma de César. Gravura de Edward Scriven (1802)

Júlio César (The Tragedie of Julius Caesar, no original em inglês) é uma tragédia de William Shakespeare, provavelmente escrita em 1599. Retrata a conspiração contra o ditador romano Júlio César, seu assassinato e suas consequências. É uma das diversas peças romanas que ele escreveu, baseada na verdadeira história romana, que incluem também Coriolano e Antônio e Cleópatra.
Embora o título da peça seja Júlio César, César não é a personagem central de sua ação; ele aparece em apenas três cenas, e é morto no início do terceiro ato. O protagonista da peça é Marco Júnio Bruto, por fornecer um psicodrama e um conflito íntimo entre sua honra, seu patriotismo e sua amizade.

## Data e texto.

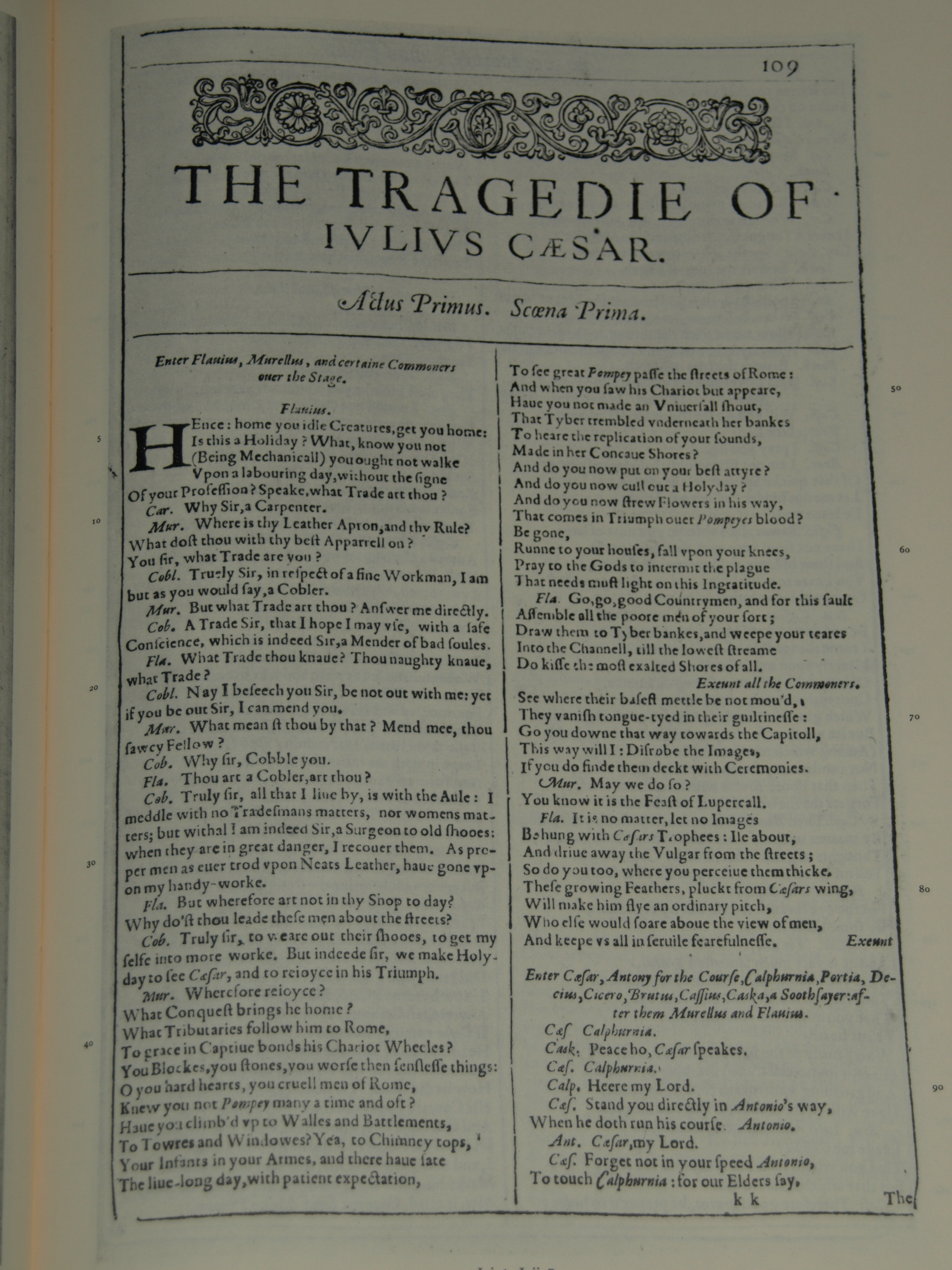
Frontispício da primeira página de Júlio César, do First Folio, publicado em 1623

Júlio César foi primeiramente publicada no First Folio, em 1623, mas a peça foi mencionada por Thomas Platter em um diário seu, em Setembro de 1599. E a obra não é mencionada na lista das peças de Shakespeare publicado por Francis Meres em 1598. Com base nestes dois pontos, assim como na série de alusões contemporâneas de que a peça é semelhante à Hamlet no que diz seu vocabulário, sugere-se que foi escrita em 1599.
O texto de Julius Caesar no First Folio é a única fonte de autenticidade do texto da peça. O texto do First Folio é notável pela sua qualidade e consistência; os estudiosos crêem que tenha sido composto a partir de um guião teatral.
A peça contem muitos elementos anacrónicos da era isabelina. As personagens referem objetos como chapéus e casacas que não existiam na Roma antiga. É referido César a usar uma casaca isabelina em vez de uma toga romana. Num determinado momento ouve-se o bater de um relógio e Bruto sublinha-o com "Toca o relógio".

## Personagens
- Júlio César

Triúnviros após a morte de César
- César Augusto
- Marco António
- Lépido

Conspiradores contra César
- Marco Bruto
- Cássio
- Servílio Casca
- Décimo Bruto
- Cina
- Metelo Cimber
- Trebónio
- Caio Ligário

Tribunoss
- Flávio (Lúcio Cesécio Flavo)
- Marulo (Caio Epídio Marulo)

Senadores
- Cícero
- Públio
- Popílio Lenas (Caio Popílio Lenas)

Cidadãos
- Calpúrnia – esposa de César
- Pórcia – esposa de Bruto
- Adivinho
- Artemidoro – sofista de Cnidos
- Cina (Hélvio Cina|) – poeta
- Sapateiro
- Carpinteiro
- Poeta (que se crê seja baseado em Marco Favônio)[2]
- Lucius – ajudante de Bruto

Leais a Bruto e Cássio
- Volúmnio (Públio Volúmnio)
- Ticínio
- Marco Pórcio Catão (filho de Catão, o Jovem) – irmão de Pórcia
- Messala – mensageiro
- Varro
- Clito
- Cláudio
- Dardânio
- Estrato
- Lucílio
- Labeu (papel não falante)
- Flávio (papel não falante)
- Estacílio (papel não falante)
- Píndaro – Servo de Cássio

Outros
- Criado de César
- Criado de António
- Criado de Otávio
- Mensageiro
- Outros soldados, senadores, plebeus, e criados

## Resumo
A peça começa com os plebeus de Roma a celebrar o regresso triunfal de César após a derrota dos filhos de Pompeu na Batalha de Munda. Dois tribunos, Flávius e Marrullus, encontram os plebeus a comemorar, insultam-nos pela mudança da sua lealdade de Pompeu para César e dispersam a multidão. Também planeiam remover todas as decorações das estátuas de César e terminar quaisquer outras festividades. Na cena seguinte, durante o desfile de César na festa da Lupercália, um adivinho adverte César para ter "Cuidado com os Idos de março", um aviso que ele ignora. A ação então vira-se para a discussão entre Bruto e Cássio. Nesta conversa, Cássio tenta convencer Bruto de que César deve ser morto, pretendendo que Bruto se juntasse à sua conspiração para matar César. A seguir, eles ouvem de Casca que Marco António ofereceu a César a coroa de Roma três vezes, e todas vezes César recusou, desmaiando após a última recusa. Mais tarde, no segundo ato, Bruto junta-se à conspiração, embora depois de um longo debate moral, acabando por decidir que César, apesar de seu amigo e nunca ter feito nada contra o povo de Roma, devia ser morto para o impedir de fazer algo contra o povo de Roma se chegasse a ser coroado. Ele compara César a "um ovo de serpente/ que eclodindo, como a sua espécie, cresceria malevolamente,/ pelo que o urge matar na casca" e decide juntar-se a Cássio para assassinar César.
O assassinato de César é uma das mais famosas cenas da peça, ocorrendo no Ato 3, Cena 1 (a outra é a oração fúnebre de Marco António "Amigos, romanos, compatriotas"). Depois de ignorar o adivinho, bem como as premonições da sua própria esposa, César chega ao Senado. Os conspiradores criam um motivo superficial para se aproximarem o suficiente para assassinar César através de uma petição trazida por Metellus, que intercede em nome do seu irmão que havia sido banido. Previsivelmente, César rejeita a petição, Casca atinge César na nuca, e os outros apunhalam-no sendo o último. É neste ponto, que Shakespeare faz César proferir a famosa frase "Também tu, Bruto?" Shakespeare fá-lo acrescentar "Então cai, César", sugerindo que tal traição destruiu a vontade de César de viver.
Os conspiradores deixam claro que cometeram este ato a favor de Roma, não pelos seus próprios objetivos e não tentam fugir do local. Após a morte de César, Bruto faz um discurso defendendo as suas ações e, no momento, a multidão está do lado dele. No entanto, Marco António, com um discurso eloquente e sutil sobre o cadáver de César — começando com a muito citada Amigos, Romanos, Compatriotas, emprestem-me os vossos ouvidos— habilmente vira a opinião pública contra os assassinos manipulando as emoções dos cidadãos comuns, em contraste com o tom racional do discurso de Bruto, havendo, no entanto, método no seu discurso retórico e gestual: ele recorda-lhes o bem que César tinha feito a Roma, a sua solidariedade com os pobres e a sua recusa em ser coroado na Lupercal, assim questiona a acusação de Bruto sobre a ambição de César; ele mostra à multidão o corpo ensanguentado e sem vida de César para os sensibilizar e ganhar a simpatia deles para o seu herói; e lê o testamento de César, pelo qual cada um dos cidadãos romanos receberia 75 dracmas. Marco António, mesmo que afirme que seja contra tal, incita a multidão a afastar os conspiradores de Roma. No meio da violência, uma poeta inocente, Cina, é confundido com o conspirador Lúcio Cina e é assassinado pela multidão.
O início do Ato Quatro é marcado pela cena da discussão, em que Bruto ataca Cássio por sujar o nobre ato de regicídio ao aceitar subornos ("Não sangrou o grande Júlio pela justiça ? / Que vilão tocou o seu corpo, que o esfaqueou, / e não pela justiça?"). Os dois reconciliam-se, especialmente após Bruto revelar que a sua amada esposa, Pórcia, se suicidou angustiada pela sua ausência de Roma; eles preparam-se para uma guerra civil contra Marco António e o filho adotivo de César, César Augusto. Nessa noite, o fantasma de César aparece a Bruto com um aviso da derrota ("Vais ver-me em Filipos").
Na batalha, Cássio e Bruto, sabendo que provavelmente irão ambos morrer, sorriem entre si e seguram as mãos um do outro. Durante a batalha, Píndaro, servo de Cássio, mata o seu senhor depois de saber a captura do melhor amigo dele, Titínio. A seguir, Titínio, que realmente não tinha sido capturado, vê o cadáver de Cássio, e comete suicídio. No entanto, Bruto vence esta fase da batalha - mas a vitória não é definitiva. Com o coração apertado, Bruto vai para a batalha de novo no dia seguinte. Mas é derrotado e comete suicídio com a sua própria espada, que é segura por um soldado chamado Strato.
A peça termina com uma homenagem a Bruto por Marco António, que proclama que Bruto foi sempre "o mais nobre de todos os Romanos" porque foi o único conspirador que agiu, segundo crê, pelo bem de Roma. Há então uma pequena indicação do atrito entre Marco António e César Augusto que irá caracterizar outra peça de Shakespeare sobre Roma, António e Cleópatra.

### Desvios relativamente a Plutarco
- Shakespeare situa o regresso triunfal de César no dia da Lupercalia (15 de Fevereiro) em vez de seis meses antes.
- Para enfatizar o dramatismo, situa no Capitólio o local do assassínio de César em vez de na Cúria Pompeia.
- A morte de César, o funeral, a oração de Marco António, a leitura do testamento e a chegada de César Augusto ocorrem na peça todos no mesmo dia. Contudo, historicamente, o assassínio ocorreu em 15 de março (Idos de março), o testamento foi publicado em 18 de Março, o funeral a 20 de março, tendo César Augusto chegado apenas em Maio.
- Shakespeare situa o encontro dos Triúnviros em Roma em vez de perto de Bononia para evitar um local adicional.
- Juntou as duas Batalhas de Filipos embora tenha havido um intervalo de 20 dias entre elas.
- Shakespeare atribui a César como últimas palavras Et tu, Brute? (Também tu, Bruto?). Plutarco e Suetónio não relatam que ele as tenha dito, tendo Plutarco acrescentado que ele puxou a sua toga sobre a sua cabeça quando viu Bruto entre os conspiradores,[9] embora Suetónio registe outros relatos de que César disse em Greek "καὶ σὺ, τέκνον;" (Kai su, teknon?, "E tu, filho?".[10][11] As palavras em latim Et tu, Brute?, contudo, não foram pensadas por Shakespeare para esta peça dado que elas foram atribuídas a César em anteriores obras Isabelinas e que se tornaram convencionais em 1599.

Shakespeare desviou-se destes factos históricos para reduzir o tempo e comprimir os fatos para que a peça pudesse ser encenada mais facilmente. A força da tragédia é condensada em algumas cenas para reforçar o seu efeito.

## Análise e crítica

### Historicismo
Maria Wyke tem escrito que a peça reflete a ansiedade geral na Inglaterra isabelina acerca da sucessão da rainha solteira. No momento da sua criação e da primeira representação, a Rainha Isabel I de Inglaterra, uma governante forte, já não era jovem e recusara-se a nomear um sucessor, gerando preocupações de que uma guerra civil semelhante à de Roma pudesse ocorrer após a sua morte.

### Debate sobre o protagonista

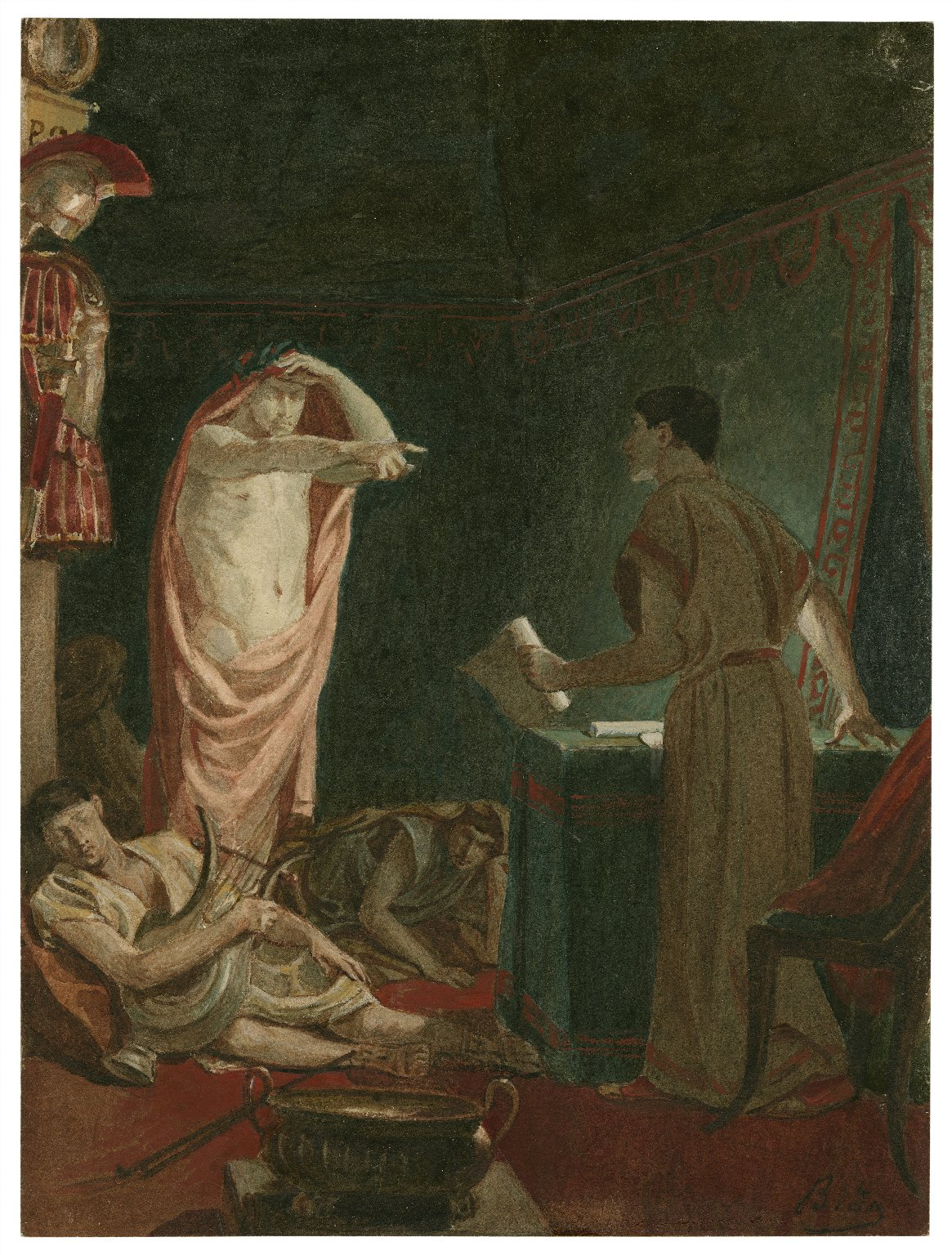
Pintura do final do Séc. XIX do Ato IV, Cena 3: Bruto vê o fantasma de César

Os críticos da tragédia Júlio César de Shakespeare divergem muito relativamente à apreciação das principais personagens, César e Bruto. Muitos têm debatido se é César ou Bruto o protagonista da peça, por causa da morte do personagem do título no Ato 3, Cena Um. Mas César compara-se à Estrela do Norte, e seria talvez irrazoável não o considerar como o personagem axial da peça, em torno do qual gira toda a história. Ligado a este debate está um conjunto de ideologias filosóficas e psicológicas sobre republicanismo e monarquismo. Um autor, Robert C. Reynolds, dedica atenção aos nomes ou epítetos dados a Bruto e a César no seu ensaio "Ironic Epithet in Julius Caesar" ("Epítetos irónicos em Júlio César"). Este autor assinala que Casca elogia explicitamente Bruto, mas a seguir inadvertidamente compara-o desonrosamente a um alquimista, "Oh, ele está bem no alto nos corações de todos, / e o que poderia parecer ofensa em nós / o seu semblante, como forte alquimia, / muda para virtude e dignidade" (I.iii.158-60). Reynolds também fala sobre César e o seu epíteto de "Colosso", que sublinha ele tem uma conotação óbvia de poder e virilidade, mas também menos conhecidas conotações de uma imagem externa gloriosa mas caótica internamente. Nesse ensaio, a conclusão sobre quem é o herói ou protagonista é ambígua, por causa da qualidade poética dos epítetos de César e Bruto.
Myron Taylor, no seu ensaio Shakespeare's Julius Caesar and the Irony of History (Júlio César de Shakespeare e a Ironia da História), compara a lógica e as filosofias de César e Bruto. César é considerado um filósofo intuitivo que tem sempre razão quando segue o seu instinto, como por exemplo quando diz que teme Cássio como uma ameaça ainda antes de ser assassinado, estando a sua intuição correta. Bruto é retratado como um homem semelhante a César, mas cujas paixões o levam a raciocinar erradamente, que ele percebe no final quando ele diz em V.v.50–51, César, agora jaz: / Matei-te, mas nem com metade da vontade que tinha ("Caesar, now be still:/ I kill'd not thee with half so good a will").
Joseph W. Houppert reconhece que alguns críticos tentaram atribuir a César o protagonismo, mas que, em última análise, Bruto é a força motriz na peça e, portanto, o herói trágico. Bruto tenta colocar a República acima da sua relação pessoal com César e mata-o. Bruto comete erros políticos que destroem a República que os seus antepassados criaram. Age dominado pelas suas paixões, não reúne os dados suficientes para tomar decisões razoáveis e é manipulado por Cássio e pelos outros conspiradores.

As leituras tradicionais da peça sustentam que Cássio e os outros conspiradores são motivados em grande parte por inveja e ambição, enquanto que Bruto é motivado pelas exigências da honra e do patriotismo. Esta é certamente a visão que Marco António expressa na cena final. Mas um dos pontos fortes da peça é que os seus personagens resistem a ser catalogados como simples heróis ou vilões. O jornalista político e classicista Garry Wills sustenta que "Esta peça é única porque não tem vilões".
 É um drama famoso pela dificuldade em decidir qual o papel que deve ser realçado. Os personagens giram em torno uns dos outros, como as placas de um mobile. Toque num e isso afetará a posição de todos os outros. Eleve um e o outro decai. Mas continuam a regressar a um equilíbrio precário.
A interpretação contemporânea de Wills pende mais para o reconhecimento da natureza consciente, sub-consciente das ações e interações humanas. Neste aspecto, destaca-se o papel de Cássio.

## História da encenação
Esta foi provavelmente uma das primeiras peças de Shakespeare a ser representada no Globe Theatre. Thomas Platter Filho, um viajante suiço, presenciou uma tragédia acerca de Júlio César num teatro no Bankside de Londres em 21 Setembro de 1599 e esta terá sido muito provavelmente a peça de Shakespeare, até porque não há candidato alternativo. (Ainda que a história de Júlio César tenha sido repetidamente teatralizada no período isabelino, nenhuma das outras peças conhecidas corresponde à descrição de Platter como a peça de Shakespeare.)
Após a reabertura dos teatros no início da era da Restauração, a peça foi reencenada pelo teatro King's Company de Thomas Killigrew em 1672. Julius Caesar foi uma das poucas peças de Shakespeare que não foi adaptada durante a Restauração ou do século XVII.

### Representações notáveis
- 29 de Maio de 1916: Uma encenação de uma só noite teve lugar na bacia natural de Beachwood Canyon, em Hollywood, L.A., tendo atraído 40.000 espectadores e teve nos principais papeis Tyrone Power e Douglas Fairbanks. Os estudantes dos liceus de Hollywood e Fairfax actuaram como exércitos em guerra e as pormenorizadas cenas de batalha foram realizadas num palco enorme, bem como nas colinas circundantes. A peça comemorou o tricentenário da morte de Shakespeare. A representação foi elogiada por L. Frank Baum.[22]
- 1926: Outra representação complexa da peça foi encenada para benefício do Actors Fund of America no Hollywood Bowl. César chegou para a Lupercalia numa carruagem puxada por quatro cavalos brancos. O palco era do tamanho de um quarteirão e dominado por uma torre central de oitenta pés de altura. O evento destinou-se principalmente a criar trabalho para atores desempregados. Trezentos gladiadores surgiram numa cena de arena não caracterizada na peça de Shakespeare; um número semelhante de raparigas dançou como cativas de César; um total de três mil soldados participou nas cenas de batalha.

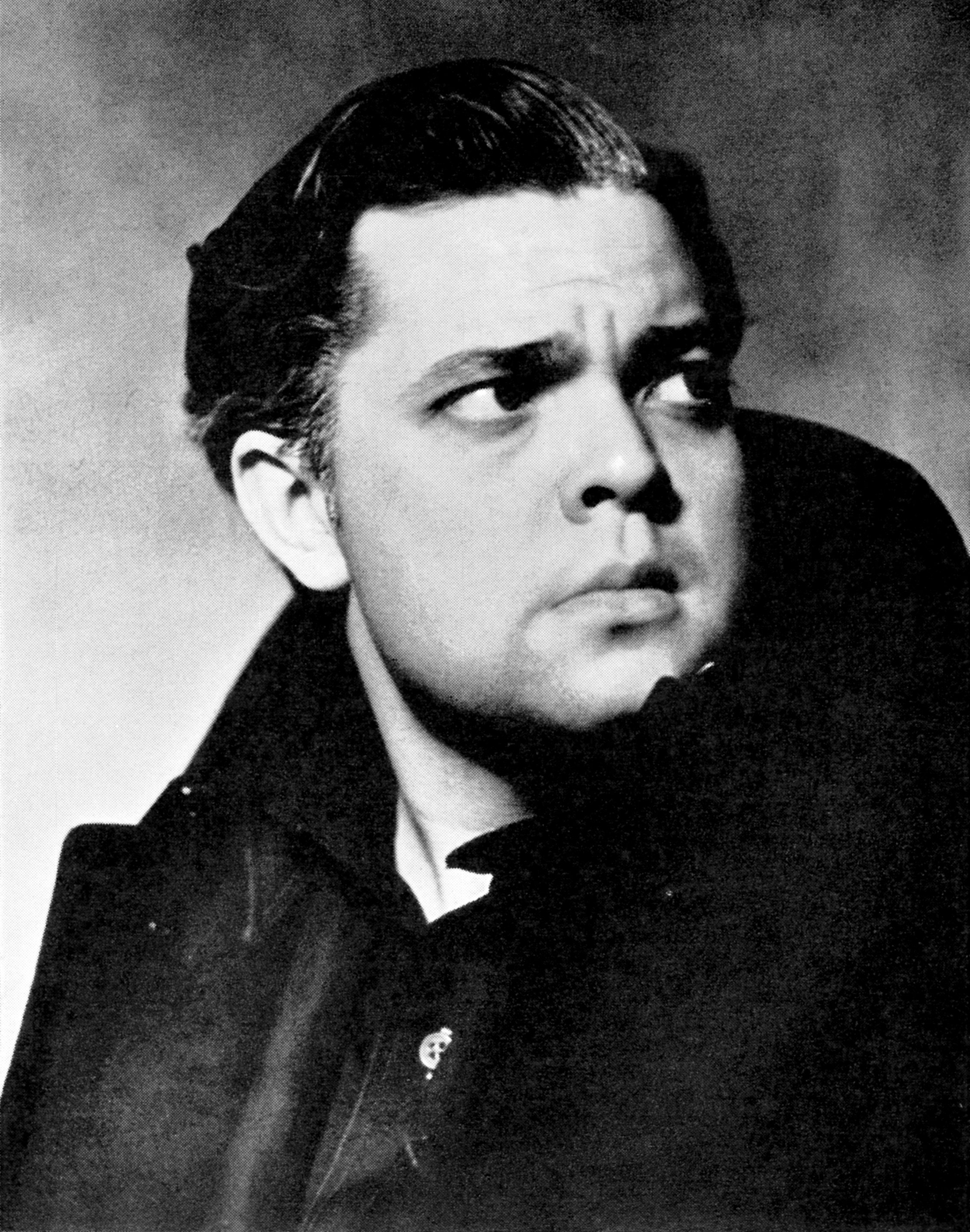
Orson Welles no papel de Bruto no Júlio César do Mercury Theatre em 1937–38

- 1937: A famosa encenação de Júlio César por Orson Welles no Mercury Theatre gerou comentários acalorados porque o encenador vestiu os protagonistas com uniformes do tempo da Itália fascista e da Alemanha nazista, gisando uma analogia específica entre César e o líder fascista italiano Benito Mussolini. A revista Time publicou uma revisão entusiástica,[23] juntamente com os críticos de Nova Iorque.[24] O fulcro da encenação era o assassínio do poeta Cinna, cena com que literalmente acabava a peça.[25]
- 1950: John Gielgud desempenhou o papel de Cássio no Shakespeare Memorial Theatre de Stratford-on-Avon,  produção que foi considerada um dos pontos altos do notável festival anual sobre Shakespeare, o que levou Gielgud (com pouca experiência cinematográfica até então) ao papel de Cássio na versão fílmica de Joseph L. Mankiewicz de 1953.
- 1994: Arvind Gaur, que traduziu Julius Caesar para Hindi, encenou a peça na Índia com Jaimini Kumar no papel de Bruto e Deepak Ochani no de César (24 representações); mais tarde voltou a encenar a peça com Manu Rishi como César e Vishnu Prasad como Bruto no Shakespeare Drama Festival em Assam em 1998.
- 2005: Denzel Washington desempenhou o papel de Bruto na primeira encenação na Broadway em cinquenta anos. Esta encenação recebeu comentários geralmente negativos, mas foi um sucesso de bilheteria.[26]
- 2012: O Royal Shakespeare Company encenou a peça com todos os atores negros dirigida por Gregory Doran.
- 2012: Uma encenação com um elenco totalmente feminino com Harriet Walter no papel de Bruto e Frances Barber no de César teve lugar no Donmar Warehouse, em Londres, dirigida por Phyllida Lloyd.

### Adaptações cinematográficas
- Julius Caesar (1950), dirigido por David Bradley e com Charlton Heston no papel de Marco António, David Bradley no de Bruto, e Harold Tasker no de César.[27]
- Julius Caesar (1953), dirigido por Joseph L. Mankiewicz e com James Mason no papel de Bruto, Marlon Brando no de Marco António e Louis Calhern no de César.[28]
- Julius Caesar (1970), dirigido por Stuart Burge e com Jason Robards no papel de Bruto, Charlton Heston no de Marco António e John Gielgud no de César.[29]

## Adaptações e referências culturais

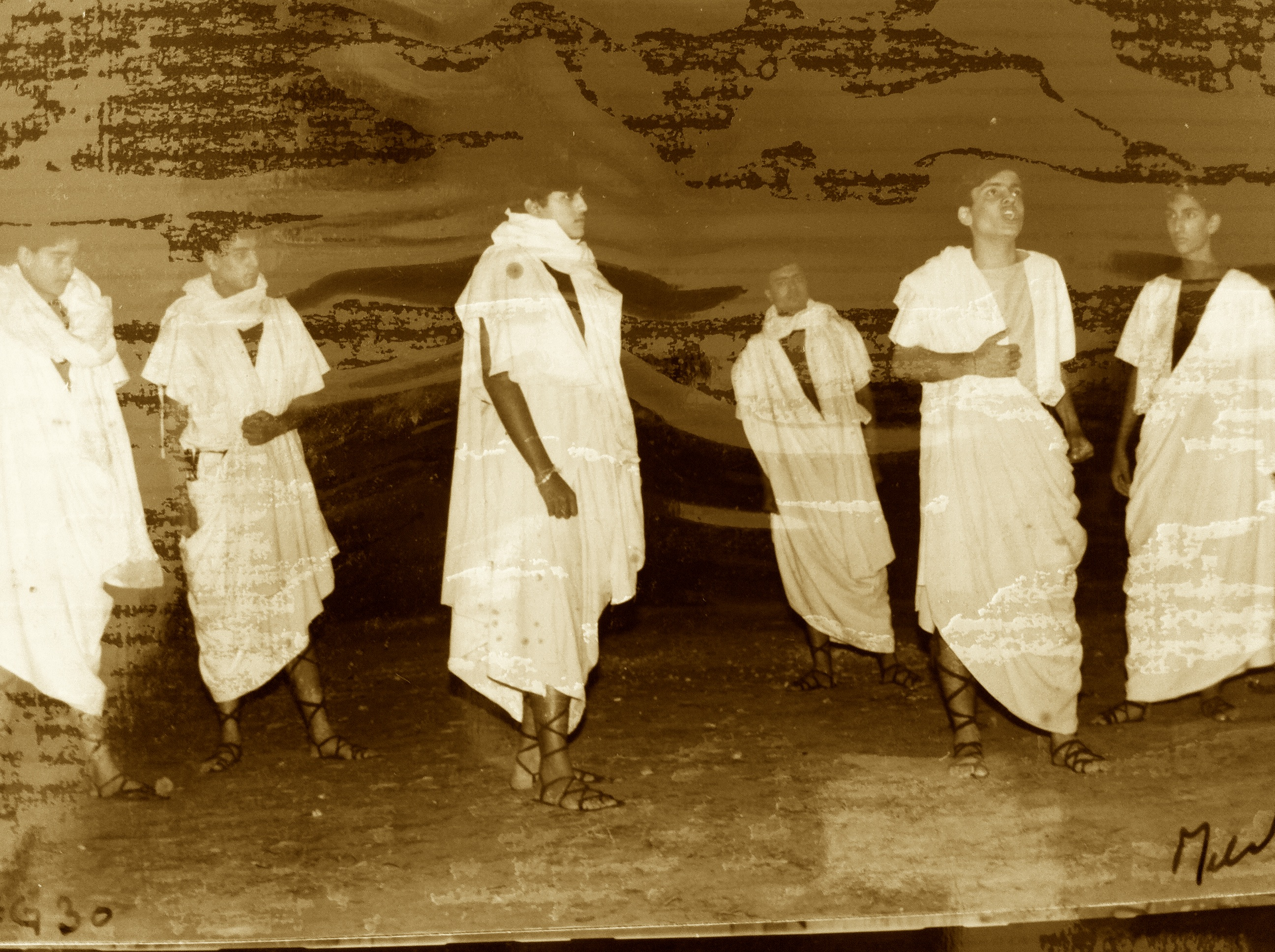
A encenação em 1963 de Julio César na The Doon School, Índia

Uma das primeiras referências culturais à tragédia foi no Hamlet do próprio Shakespeare. Num dado momento, o Príncipe Hamlet pergunta a Polónio sobre a carreira dele como ator, a que este responde "Fiz de Júlio César. Fui morto no Capitólio. Bruto matou-me", o que deve ser provavelmente uma metaficção.
Em 1851, o compositor alemão Robert Schumann compôs uma abertura Júlio César, inspirada na peça de Shakespeare.  Outros compositores musicais que criaram obras que se lhe referiram foram Giovanni Bononcini, Hans von Bülow, Felix Draeseke, Josef Bohuslav Foerster, John Ireland, John Foulds, Gian Francesco Malipiero, Manfred Gurlitt, Darius Milhaud e Mario Castelnuovo-Tedesco.
O duo de cómicos canadianos Wayne and Shuster parodiou Julio César no sketch de 1958 Rinse the Blood off My Toga. Flavius Maximus, detective privado, é contratado por Brutus para investigar a morte de César. Os procedimentos policiais combinam Shakespeare, Dragnet, e piadas de revista na emissão de The Ed Sullivan Show.
O filme An Honourable Murder de 1960 é uma recriação moderna da tragédia.
Em 1973, a BBC produziu uma peça para televisão Heil Caesar, escrita por John Griffith Bowen. Foi uma adaptação da peça com um enquadramento moderno num país não indicado, com referências a acontecimentos recentes de alguns países. Destinava-se à apresentação da peça a crianças mas provou ser suficientemente boa para televisão para adultos, tendo sido posteriormente produzida uma versão de palco.
Em 1984, a Riverside Shakespeare Company de Nova Iorque produziu uma versão moderna de Julius Caesar situada na Washington contemporânea, designada simplesmente CAESAR!, com Harold Scott como Brutus, Herman Petras como Caesar, e que foi encenada por W. Stuart McDowell no The Shakespeare Center.
Em 2006, o cómico Chris Taylor do grupo cómico australiano The Chaser escreveu uma comédia musical chamada Dead Caesar que foi apresentada em Sydney.
O filme de 2009 Me and Orson Welles, baseado num livro com o mesmo título de Robert Kaplow, é uma história ficcionada centrada na famosa encenação de 1937 por Orson Welles de Julius Caesar no Mercury Theatre. Christian McKay representou Welles, tendo contracenado com Zac Efron e Claire Danes.
O filme italiano de 2012 César deve morrer (em italiano:  Cesare deve morire), dirigido pelos irmãos Paolo e Vittorio Taviani, filma presos em ensaios de Julius Caesar antes de uma encenação na prisão.
No seu livro Fahrenheit 451 de 1953 Ray Bradbury, algumas das últimas palavras da personagem Beatty são: "There is no terror, Cassius, in your threats, for I am armed so strong in honesty that they pass me as an idle wind, which I respect not!" ("Não há nenhum terror, Cássio, nas tuas ameaças, pois estou armado tão fortemente na honestidade que passam por mim como brisa fraca, que eu não respeito!").
A expressão da peça "o erro, caro Bruto, não reside nas nossos astros, mas em nós mesmos", dita por Cássio no Acto I, cena 2, entrou na cultura popular. A expressão deu o seu nome à peça Dear Brutus de J.M. Barrie, e também deu o título ao romance juvenil The Fault in Our Stars de John Green e à sua adaptação fílmica The Fault in Our Stars.
No jogo Assassin's Creed: Origins, lançado em 2017, Júlio César foi assassinado por Brutus, Aya (personagem do game), Gaius Cassius Longinus e por outros membros dos Ocultos.

## Traduções e edições brasileiras
Abaixo, uma lista cronológica das traduções brasileiras de Otelo. A lista possivelmente ainda mais atualizada pode ser visualizada na página oficial da Fundação Biblioteca Nacional.
- Tradução de Oscar Bastian Pinto: Julio Cesar, prosa (com eventuais decassílabos, hendecassílabos e dodecassílabos), Sociedade ed. Leitura (RJ), 1946.

- Tradução de Carlos Alberto Nunes: Júlio César, prosas e versos decassílabos heróicos:
  - Melhoramentos, 1955 e 1958 (edição com Júlio César e Antônio e Cleópatra);
  - Ediouro, s/d (em Shakespeare – Teatro Completo em 3 vol. “Tragédias”);
  - Agir, 2008 (em William Shakespeare – Teatro Completo em 3 vol. “Tragédias”).

- Tradução de Carlos Lacerda, Júlio César, prosa poética:
  - Editora Record, 1965;
  - Bibliex, 1992.

- Tradução de F. C. Cunha Medeiros e Oscar Mendes: Júlio César, prosa:
  - José Aguilar, 1969 (em William Shakespeare – Obra Completa, volume I “Tragédias”);
  - Nova Aguilar, 1989 e 1995 (em William Shakespeare – Obra Completa, volume I “Tragédias”).

- Tradução de Barbara Heliodora: Otelo, prosa e versos decassílabos:
  - Lacerda, 2001;
  - Nova Aguilar, 2006 (edição revista em William Shakespeare – Teatro Completo, Vol. 1 – “Tragédias e Comédias sombrias”).

- Tradução de Beatriz Viégas-Faria: Otelo, prosa:
  - L&PM Pocket, 2003;
  - L&PM Editores, 2008 (em Shakespeare – Obras Escolhidas, com A Megera Domada, Hamlet, O Rei Lear, em tradução de Millôr Fernandes; Sonho de uma noite de verão, O Mercador de Veneza, Muito Barulho por Nada, A Tempestade, Ricardo III, Romeu e Julieta, Júlio César, Otelo e Macbeth, em tradução de Beatriz Viégas-Faria).

- Tradução de Elvio Funck: Júlio César, prosa, Movimento/EDUNISC, 2017 (edição bilíngue, tradução interlinear).

- Tradução de José Francisco Botelho: Júlio César, prosa e versos decassílabos e dodecassílabos, Penguin-Companhia das Letras, 2018.
- A tragédia de Julio César: de William Shakespeare, tradução e adaptação de André Pereira Da Silva, Independently Published, 2021.